# ラマ・ヤド
ラマ・ヤド （Rama Yade, 本名マメ・ラマトウライ・ヤド; 1976年12月13日 - ）はセネガル・ダカール生まれのフランスの政治家・作家。

## 生涯
彼女は2007年から2009年までフランス人権長官を務め、2009年から2010年までスポーツ長官。 
2010年12月から2011年6月までユネスコのフランス大使。彼女は副大統領を務めた。 
中道右派 急進党に2012年から2015年9月25日まで所属。
2017年フランス大統領選挙に立候補を表明するも、立候補のための十分な署名を得ることができなかった。彼女のキャンペーンはフランスの「忘れられた人々」を対象としていた。